# 沃尔利
沃尔利（法語：Vorly，法語發音：[vɔʁli]）是法国谢尔省的一个市镇，位于该省中南部，属于布尔日区和布尔日城市圈公共社区。

## 地理
沃尔利（46°56'43"N, 2°27'54"E）面积18.84 平方千米，位于法国中央-卢瓦尔河谷大区谢尔省，该省份为法国中部省份，北起卢瓦雷省，西接卢瓦-谢尔省和安德尔省，南至克勒兹省，东南接阿列省，东临涅夫勒省。
与沃尔利接壤的市镇（或旧市镇、城区）包括：圣但尼德帕兰、圣日耳曼代布瓦、圣瑞斯特、塞讷赛。
沃尔利的时区为UTC+01:00、UTC+02:00（夏令时）。

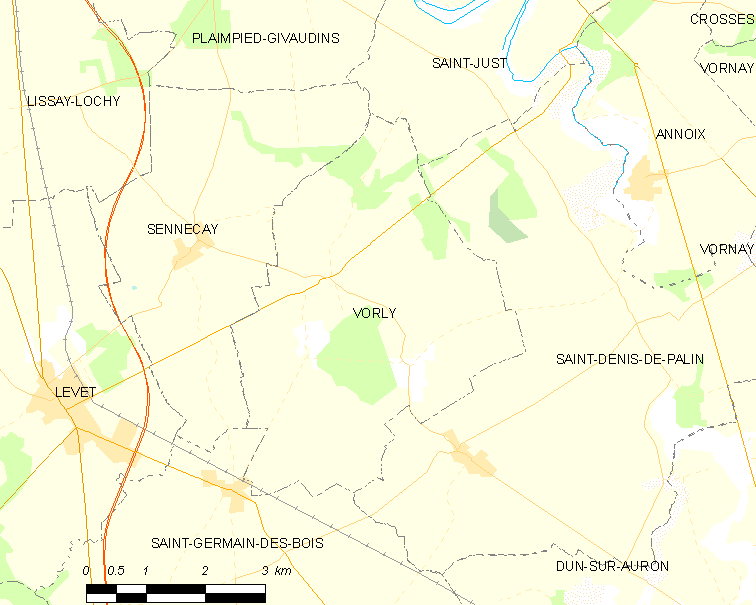
沃尔利的OSM定位图

## 行政
沃尔利的邮政编码为18340，INSEE市镇编码为18288。

## 政治
沃尔利所属的省级选区为特鲁伊县。

## 交通
谢尔省省道D34线和D34线经过沃尔利境内交汇。

## 人口

1962-2008年间沃尔利人口变化图示

沃尔利于2022年1月1日时的人口数量为248人。